# قورباغه شمالی
 قورباغه شمالی (نام علمی: Occidozyga borealis) نام یک گونه از راسته قورباغه است.